# Niffer
Niffer ist eine französische Gemeinde mit 977 Einwohnern (Stand 1. Januar 2022) im Département Haut-Rhin in der Region Grand Est (bis 2015 Elsass). Sie gehört zum Kanton Rixheim.

## Geografie
Niffer liegt nahe dem Dreiländereck Deutschland–Frankreich–Schweiz in der südlichen Oberrheinebene. Durch das Gemeindegebiet führt der Rhein-Rhône-Kanal und der Rheinseitenkanal. Westlich des Rhein-Rhône-Kanals hat die Gemeinde einen Anteil am Harthwald (Forêt de la Hardt). Der Rhein bildet die Ostgrenze der Gemeinde.
Die Entfernung nach dem südlich gelegenen Basel beträgt 23 Kilometer, nach Mülhausen im Westen sind es etwa 17 Kilometer.
Nachbargemeinden von Niffer sind Petit-Landau im Norden, Bad Bellingen (Deutschland) im Osten, Efringen-Kirchen (Berührungspunkt, Deutschland) im Südosten, Kembs im Süden, Schlierbach (Berührungspunkt) und Dietwiller im Südwesten sowie Habsheim im Westen.

## Geschichte
Besiedelt war die Gegend von Niffer schon in römischer Zeit. Erstmals urkundlich erwähnt wird der Ort im 11. Jahrhundert unter dem Namen Nuffar (neue Furt). 1418 kam der Ort an die Familie von Andlau, die Herren des Ortes bis zur Französischen Revolution waren. Während des Dreißigjährigen Krieges wurde Niffer 1633 zerstört und geplündert.
Die Entwicklung des Ortes war stets vom Rhein geprägt, der im 19. und 20. Jahrhundert gebändigt und nutzbar gemacht wurde. 1834 wurde der Rhein-Rhône-Kanal gebaut, 1840–1870 wurde die Rheinbegradigung durchgeführt, der Rheinseitenkanal wurde auf der Höhe von Niffer 1948–1959 gebaut.
Von 1871 bis zum Ende des Ersten Weltkrieges gehörte Niffer als Teil des Reichslandes Elsaß-Lothringen zum Deutschen Reich und war dem Kreis Mülhausen im Bezirk Oberelsaß zugeordnet.
Zu Beginn des Zweiten Weltkriegs wurden die Bewohner 1939 ins Département Landes evakuiert, kehrten aber 1940 wieder zurück. 1944/45 wurde die Befreiung des Dorfes von heftigen Kämpfen begleitet. Einer ersten Befreiung im November 1944 folgten heftige Bombardements der deutschen Luftwaffe. Erst im April 1945 war der Krieg für das Dorf zu Ende. 1945–1947 war auf dem Gelände von Niffer ein Lager für deutsche Kriegsgefangene eingerichtet worden.
| Bevölkerungsentwicklung | Bevölkerungsentwicklung | Bevölkerungsentwicklung | Bevölkerungsentwicklung | Bevölkerungsentwicklung | Bevölkerungsentwicklung | Bevölkerungsentwicklung | Bevölkerungsentwicklung | Bevölkerungsentwicklung | Bevölkerungsentwicklung | Bevölkerungsentwicklung | Bevölkerungsentwicklung |
| ----------------------- | ----------------------- | ----------------------- | ----------------------- | ----------------------- | ----------------------- | ----------------------- | ----------------------- | ----------------------- | ----------------------- | ----------------------- | ----------------------- |
| 1865                    | 1895                    | 1910                    | 1962                    | 1968                    | 1975                    | 1982                    | 1990                    | 1999                    | 2007                    | 2018                    |                         |
| 465                     | 310                     | 263                     | 225                     | 307                     | 402                     | 575                     | 614                     | 657                     | 896                     | 940                     |                         |

## Sehenswürdigkeiten
Am Zusammentreffen von Rhein-Rhône-Kanal und Rheinseitenkanal befindet sich die Schleuse Kembs-Niffer, deren Außengebäude 1960–1962 nach Plänen des Architekten Le Corbusier gebaut wurden. Sie sind die einzigen Bauwerke des bekannten Architekten im Elsass.

Kirche St. Ulrich in Niffer
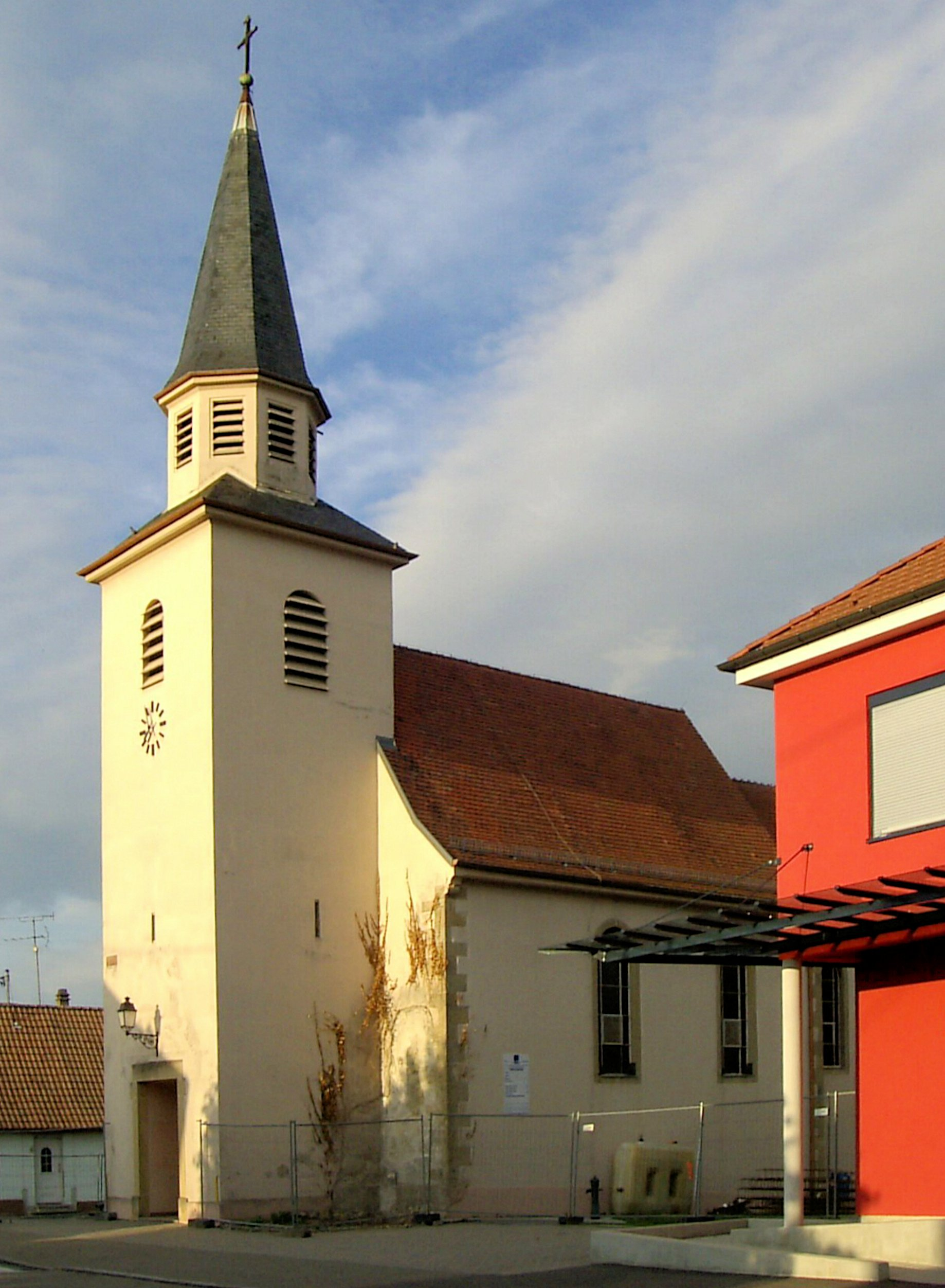
Südwestseite
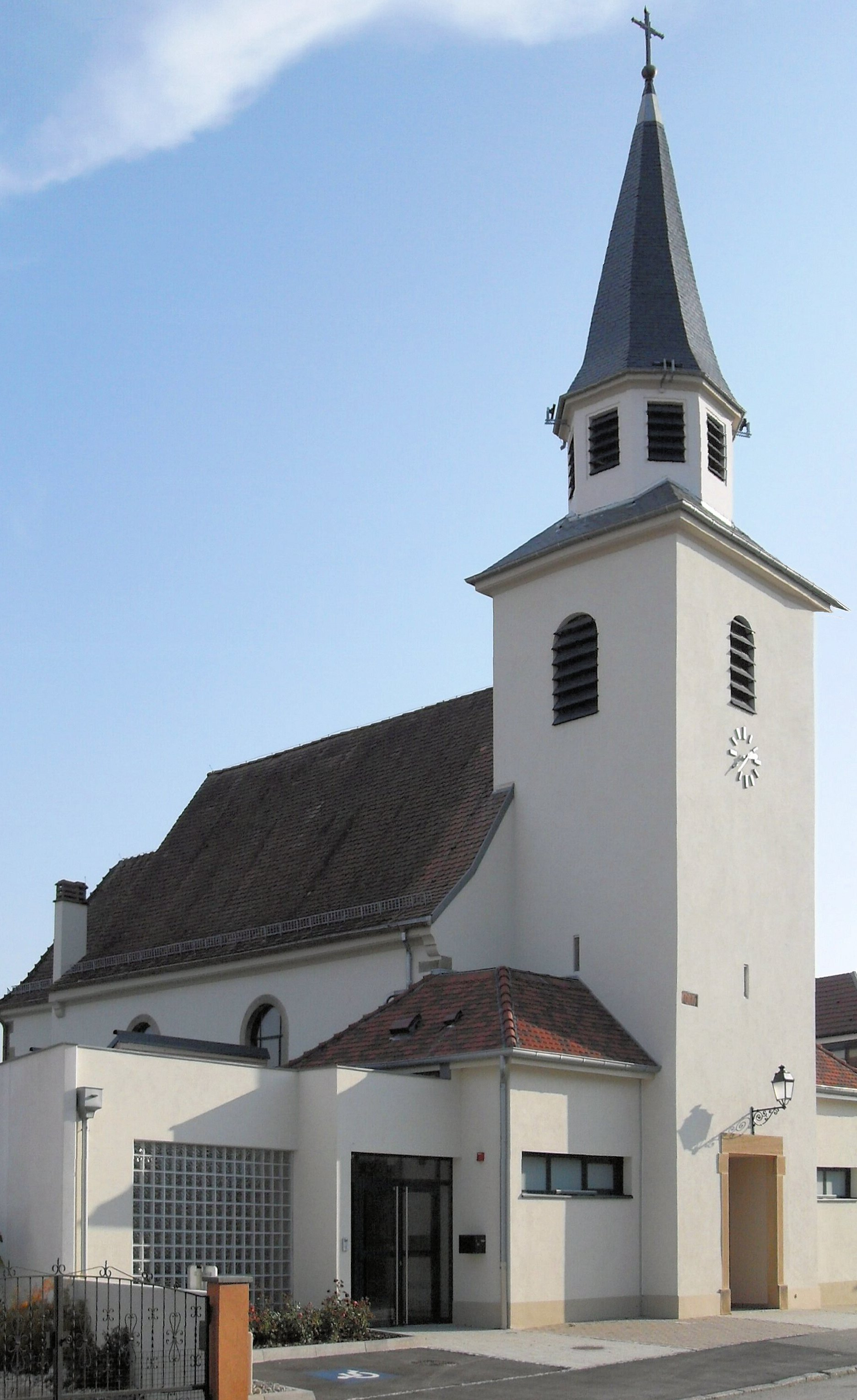
Nordseite

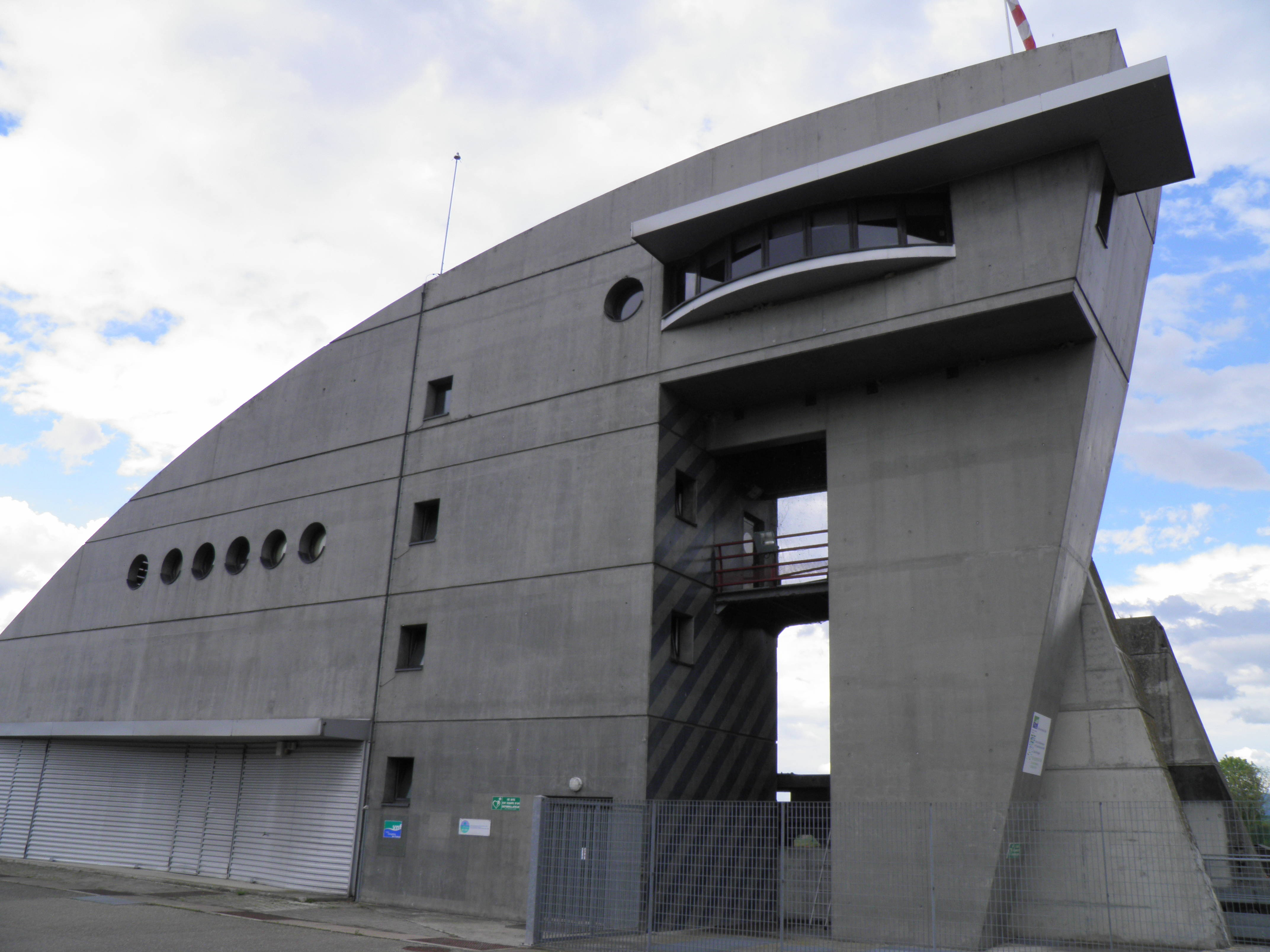
Schleuse Niffer
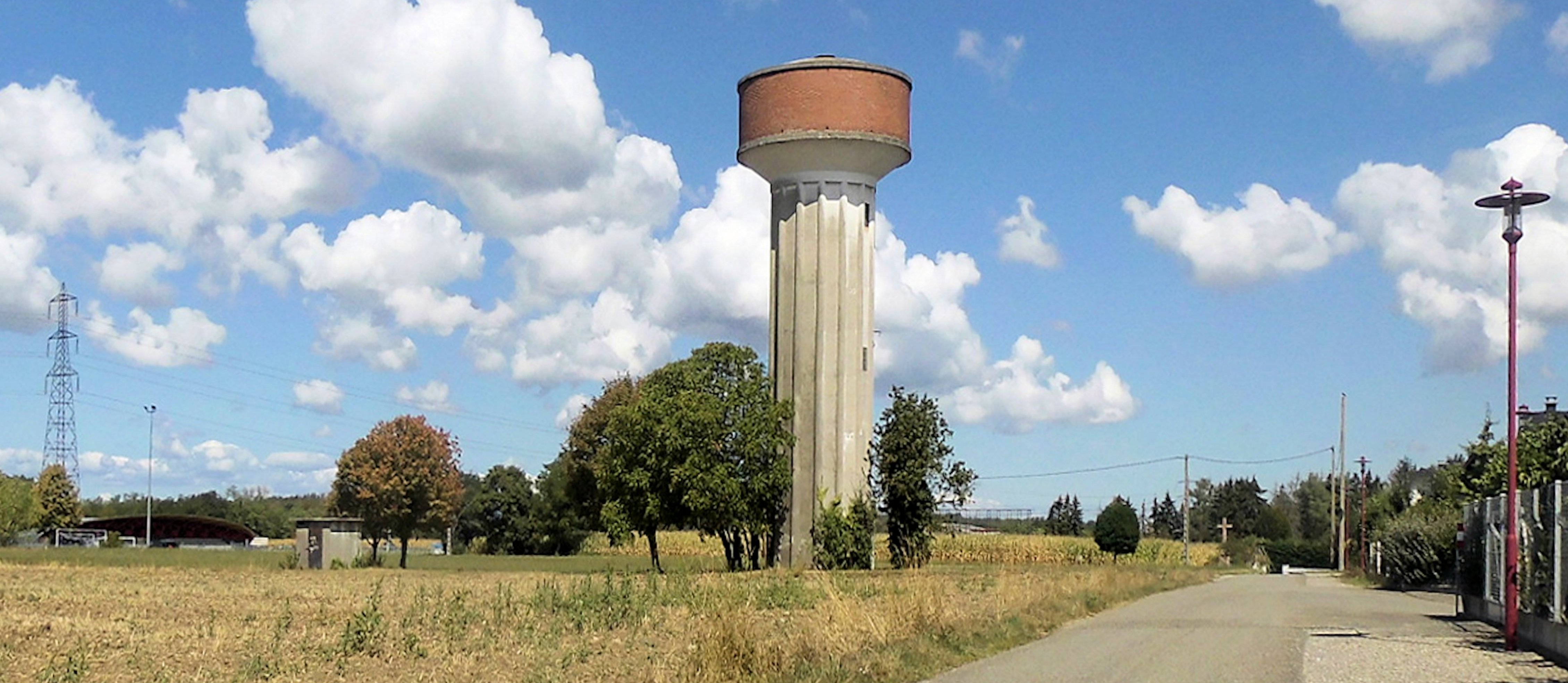
Wasserturm Niffer

## Nachweise
1. ↑  Gemeindeverzeichnis Deutschland 1900 – Kreis Mülhausen